# Ptosi
La ptosi è lo spostamento di uno o più organi di una struttura fisica che, a causa della forza di gravità, tende a scendere verso il basso. Il termine deriva dal greco antico πτῶσις ovvero caduta.

## Ptosi palpebrale o blefaroptosi
La forma di ptosi più comune è quella della palpebra: si verifica una tendenziale chiusura dell'occhio, detta volgarmente palpebra calante.
Tra le cause di questa condizione possono essere considerate: la paralisi del nervo oculomotore, la paralisi del muscolo tarsale superiore, la miastenia gravis, lo sviluppo di neoplasie cerebrali e la sindrome di Bernard-Horner. La possibilità che una persona incontri un evento di ptosi palpebrale aumenta considerevolmente con l'invecchiamento.
La ptosi palpebrale può, nei casi più gravi, richiedere un intervento chirurgico.

## Ptosi renale o nefroptosi
Si tratta di un abbassamento anomalo del rene rispetto alla sua posizione fisiologica. Normalmente il rene è tenuto in sede dalle proprie arterie e vene e dalla pressione degli organi adiacenti; tuttavia, in certe condizioni quali la gravidanza o il forte dimagrimento, possono far venir meno la funzione di questi mezzi di fissità e permettere la discesa del rene nel retroperitoneo.

## Ptosi mammaria
Si tratta del cedimento della mammella e conseguente spostamento verso il basso. Non è una patologia e non ha un'unica causa scatenante, per quanto ricoprano un ruolo fondamentale l'età e il peso del soggetto.